# Cíntia Silva dos Santos
Cíntia Silva dos Santos, detta Cíntia Tuiú (Mauá, 31 gennaio 1975), è un'ex cestista e allenatrice di pallacanestro brasiliana, professionista nella WNBA.

## Carriera
È stata selezionata dalle Orlando Miracle al primo giro del Draft WNBA 2000 (4ª scelta assoluta).
Con il Brasile ha disputato tre edizioni dei Giochi olimpici (Atlanta 1996, Sydney 2000, Atene 2004), quattro dei Campionati mondiali (1994, 1998, 2002, 2006) e tre dei Campionati americani (1993, 2001, 2003).